# Indennità di malattia

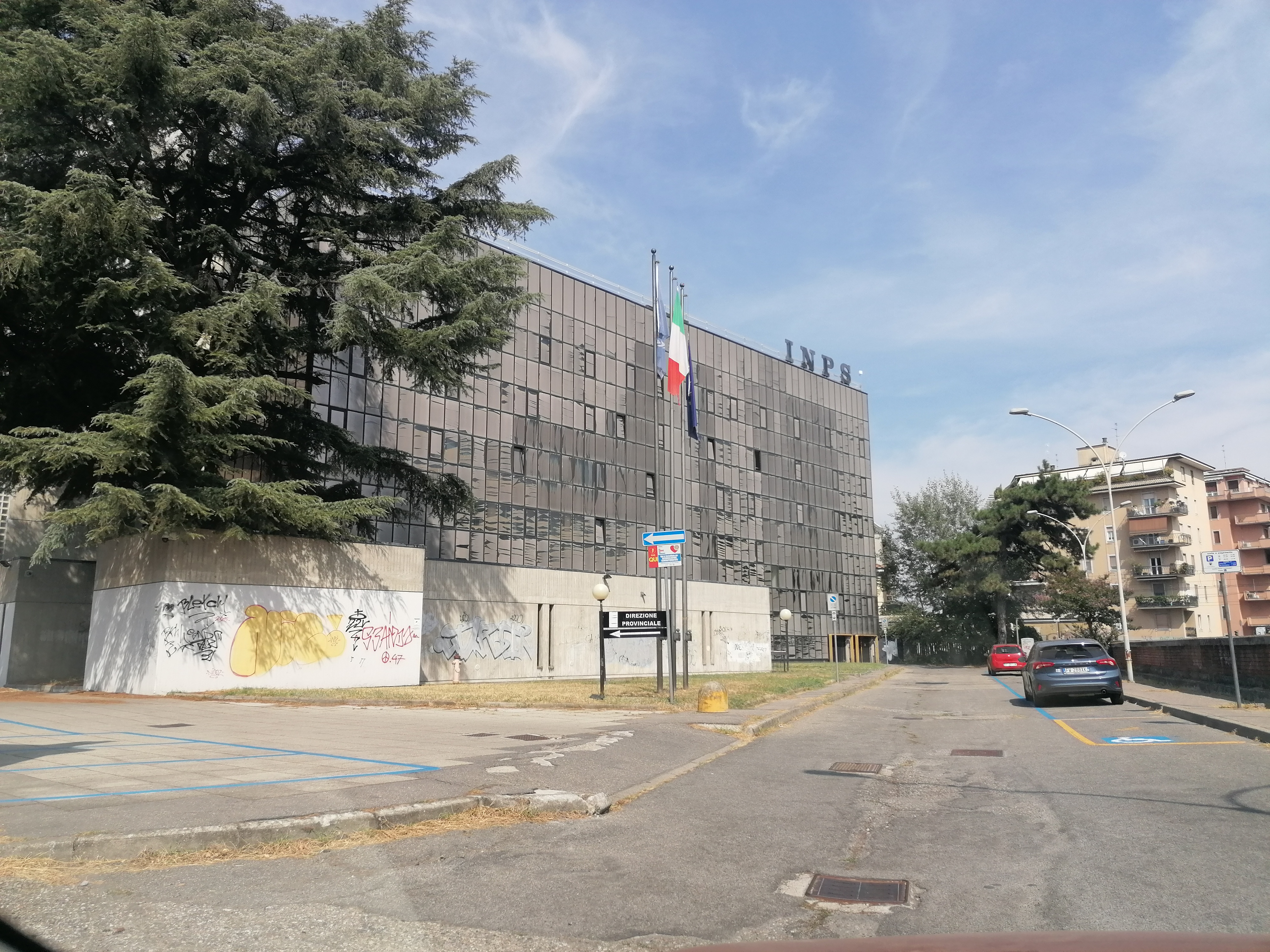
Uno degli enti erogatori dell'indennità di malattia è l'INPS.

L'indennità di malattia è la retribuzione corrisposta al lavoratore in assenza giustificata dal luogo di lavoro.
L'ordinamento italiano prevede il diritto alla conservazione del posto di lavoro in costanza di malattia, mentre la Costituzione sancisce che l'importo dell'indennità deve garantire al lavoratore mezzi adeguati di sussistenza, restando il diritto a una retribuzione dignitosa, oltre che proporzionale alla qualità e quantità del lavoro svolto.

Per tali motivi, dovendo la retribuzione essere proporzionata alla quantità di lavoro svolto (evidentemente diversa in caso di lavoro o assenza per malattia) e insieme l'indennità fornire mezzi di sussistenza, con sentenza n. 210 del 2012, la Corte Costituzionale ha stabilito che la tutela costituzionale in oggetto non si estende fino al punto di pretendere la corresponsione durante il periodo di malattia dell'intero trattamento economico, ma richiede la garanzia di «mezzi adeguati alle esigenze di vita», alla stregua di un criterio di sufficienza e proporzione rispetto ai bisogni dell'assicurato.
Viceversa, la conservazione del trattamento fondamentale garantisce, per definizione, l'adeguatezza della retribuzione e la sua funzione alimentare durante il periodo di malattia, tanto più che la durata della riduzione è contenuta (perdita di 3 giorni interi nel privato, riduzione alla paga base nei primi 10 nel settore pubblico).
Per l'art. 2110 del codice civile, spettano al lavoratore in malattia la retribuzione o un'indennità nella misura e per il tempo determinati dalle leggi speciali, dalla contrattazione collettiva, dagli usi o secondo equità. Ciò significa che già la norma generale di disciplina dell'istituto è programmaticamente aperta ad una pluralità di soluzioni regolative di dettaglio.
I primi tre giorni di malattia, detto anche periodo di carenza, o infortunio non vengono pagati dall'INPS. 
L'indennità può essere revocata a seguito di visita fiscale, con obbligo di presentarsi nel luogo di lavoro.

## Settore privato
Alcuni contratti collettivi nazionali o aziendali prevedono il pagamento dei primi tre giorni a totale carico dei datori. Diversamente, il lavoratore resta senza retribuzione per i primi tre giorni di malattia.
FIAT è stata la prima azienda in Italia ad adottare un contratto aziendale che prevede di non pagare i primi tre giorni di malattia se in un dato giorno il tasso di assenze per malattia supera un determinato valore.

### Dettagli sui CCNL e l'indennità dall'INPS
Ecco qui quali dipendenti prendono l’indennità dall’INPS per questi CCNL:
| CCNL                                                 | Pagati da INPS (in parte)               | Pagati da azienda          |
| Commercio                                            | Operai Impiegati Lavoratori a domicilio | Quadri Dirigenti           |
| Metalmeccanico                                       | Operai Lavoratori a domicilio           | Impiegati Quadri Dirigenti |
| Credito, assicurazioni e servizi tributari appaltati | Saliarati                               | Operai Dirigenti Impiegati |

## Settore pubblico
Il lavoratore ha diritto al pagamento della sola retribuzione fondamentale dal datore per i primi 10 giorni di malattia.

## Giurisprudenza di merito
Con provvedimento 390/2025 del 10 luglio, il garante per la protezione dei dei dati personali italiano ha sanzionato un'azienda del settore metalmeccanico che obbligava i propri dipendenti a farsi intervistare dal loro responsabile per accertare eventuali difficoltà nel reinserimento lavorativo, al rientro da malattia, infortunio oppure ricovero.
La cosiddetta Return to work interview è vietata nell'ordinamento italiano.